# Liste der Nummer-eins-Hits in Brasilien (2019)
Diese Liste der Nummer-eins-Hits basiert auf den offiziellen Charts von Pro-Música Brasil, der brasilianischen Landesgruppe der IFPI, im Jahr 2019. Die Charts basieren vollständig auf Streaming und werden monatlich ermittelt.

## Singles
| ← 2018 ← | Liste der Nummer-eins-Hits in Brasilien | Liste der Nummer-eins-Hits in Brasilien     | Liste der Nummer-eins-Hits in Brasilien | 2020 →                    |
| \| Zeitraum \| Mt. ges. \| Interpret \| Titel Autor(en) \| Zusätzliche Informationen \| \| (Zeitraum, Monate auf Platz eins, Interpret, Titel, Autor[en], zusätzliche Informationen) \| \| \| \| \| \| ----------------------------------------------------------------------------------------- \| -------- \| ------------------------------------------- \| --------------------- \| ------------------------- \| \| November 2018 – Januar 2019 3 Monate \| 3 \| Ferrugem & Felipe Araújo \| Atrasadinha (Ao Vivo) \| – \| \| Februar 2019 1 Monat \| 1 \| MC Kevinho & Anitta \| Terremoto \| – \| \| März 2019 1 Monat \| 1 \| Tropkillaz, J Balvin & Anitta feat. MC Zaac \| Bola Rebola \| – \| \| April 2019 – Mai 2019 2 Monate \| 2 \| MC Kevin o Chris \| Ela É do Tipo \| – \| \| Juni 2019 – Juli 2019 2 Monate \| 2 \| Marília Mendonça \| Todo Mundo Vai Sofrer \| – \| \| August 2019 1 Monat \| 1 \| Analaga & João Gustavo & Murilo \| Lençol Dobrado \| – \| \| September 2019 1 Monat \| 1 \| Luan Santana \| Quando a Bad Bater \| – \| \| Oktober 2019 1 Monat \| 1 \| MC Du Black \| Gaiola É o Troco \| – \| \| November 2019 1 Monat \| 1 \| Dadá Boladão, Tati Zaqui & Oik \| Surtada \| – \| \| Dezember 2019 1 Monat \| 1 \| Anitta, Lexa & Luísa Sonza feat. MC Rebecca \| Combatchy \| – \| |                                         |                                             |                                         |                           |
| ← 2018 |                                         |                                             |                                         | → 2020 →                  |
| Zeitraum | Mt. ges.                                | Interpret                                   | Titel Autor(en)                         | Zusätzliche Informationen |
| (Zeitraum, Monate auf Platz eins, Interpret, Titel, Autor[en], zusätzliche Informationen) |                                         |                                             |                                         |                           |
| November 2018 – Januar 2019 3 Monate | 3                                       | Ferrugem & Felipe Araújo                    | Atrasadinha (Ao Vivo)                   | –                         |
| Februar 2019 1 Monat | 1                                       | MC Kevinho & Anitta                         | Terremoto                               | –                         |
| März 2019 1 Monat | 1                                       | Tropkillaz, J Balvin & Anitta feat. MC Zaac | Bola Rebola                             | –                         |
| April 2019 – Mai 2019 2 Monate | 2                                       | MC Kevin o Chris                            | Ela É do Tipo                           | –                         |
| Juni 2019 – Juli 2019 2 Monate | 2                                       | Marília Mendonça                            | Todo Mundo Vai Sofrer                   | –                         |
| August 2019 1 Monat | 1                                       | Analaga & João Gustavo & Murilo             | Lençol Dobrado                          | –                         |
| September 2019 1 Monat | 1                                       | Luan Santana                                | Quando a Bad Bater                      | –                         |
| Oktober 2019 1 Monat | 1                                       | MC Du Black                                 | Gaiola É o Troco                        | –                         |
| November 2019 1 Monat | 1                                       | Dadá Boladão, Tati Zaqui & Oik              | Surtada                                 | –                         |
| Dezember 2019 1 Monat | 1                                       | Anitta, Lexa & Luísa Sonza feat. MC Rebecca | Combatchy                               | –                         |